# ریو کی‌ایچیرو
ریو کی‌ایچیرو (انگلیسی: Keiichiro Ryu؛ ۱۹۲۳ – ۱۹۸۹) یک رمان‌نویس، و فیلم‌نامه‌نویس اهل ژاپن بود.